# Station Itxassou
Station Itxassou is een spoorweghalte in de Franse gemeente Itxassou, aan de lijn van Bayonne naar Saint-Jean-Pied-de-Port. Het wordt bediend door treinen van TER Nouvelle-Aquitaine met een frequentie van 5 tot 6 treinen per dag. Het stationsgebouw is in gebruik als woonhuis.